# Life's What You Make It
«Life's What You Make It» —en español: «La Vida es lo que Tú Haces de Ella»— es una canción acreditada al personaje ficticio Hannah Montana que es interpretada por la cantante estadounidense Miley Cyrus, perteneciente a la banda sonora de la segunda temporada de la serie de televisión Hannah Montana de Disney Channel, Hannah Montana 2 (2007). Tuvo el debut más alto de Hannah Montana en el Billboard Hot 100 en el puesto número veinticinco, siendo superada el 2009 por «He Could Be the One» que debutó en el puesto número diez.

## Promoción
La canción se estrenó en Radio Disney el 9 de junio de 2007. También realizó un presentación en vivo en los Disney Channel Games 2007. Hay un vídeo musical oficial de esta canción, disponible en el sitio web de Disney Channel. Un vídeo promocional de la música fue tocada durante los comerciales en Disney Channel. Es mostrada la presentación de los Disney Channel Games 2007 y algunos clips de Miley y el elenco de Hannah Montana divirtiéndose en el Magic Walt Disney World's Animal Kingdom. "Life's What You Make It" alcanzó el número 7 en la lista de iTunes Top Songs.

## Vídeo musical
El vídeo musical para Life's What You Make It fue filmado el 14 de noviembre de 2006 en Anaheim, California.
El vídeo comienza cuando Hannah sale tras de unas cortinas diciendo "¡Aplaudan juntos!", para entonar la canción y dar una pequeña coreografía, luego baja las escaleras junto a sus bailarinas al ritmo de la canción, luego comienza una coreografía más elaborada para luego recorrer el escenario B interactuando con el público, finaliza con papeles picados volando por todas partes y Hannah abrasando a su bailarina. El vídeo es el primero cronológicamente.

## Formatos y lista de canciones
1. «Life's What You Make It» (Álbum Versión) - 3:11
2. «Life's What You Make It» (Live Version) - 3:14
3. «Life's What You Make It» (Chris Cox Remix) - 3:27

## Posiciones
La canción debutó en el número 25 en el Billboard Hot 100 en julio de 2007, en la misma semana en que Hannah Montana 2: Meet Miley Cyrus debutó en el número uno en la lista de álbumes. La canción fue el debut más alto de Hannah Montana superado en 2009 por "He Could Be The One" que debutó en el número 10 de la lista.

## Posicionamiento
| AMERICA        |                   |    |
| Estados Unidos | Billboard Hot 100 | 25 |
| Estados Unidos | Pop 100           | 24 |
| Estados Unidos | Hot Digital Songs | 14 |

## Certificaciones
| País (Organismo certificador) | Certificaciones | Ventas certificadas | Ref.  |
| ----------------------------- | --------------- | ------------------- | ----- |
| Estados Unidos (RIAA)         | Oro             | 500 000             | [ 1 ] |